# 1193
| 1193               |
| ------------------ |
| Dødsfald - Fødsler |
|                    |

| Gregoriansk kalender | 1193 MCXCIII            |
| Ab urbe condita      | 1946                    |
| Armensk kalender     | 642 ԹՎ ՈԽԲ              |
| Kinesiske kalender   | 3889 – 3890 壬子 – 癸丑 |
| Etiopisk kalender    | 1185 – 1186             |
| Jødisk kalender      | 4953 – 4954             |
| Hindukalendere       |                         |
| - Vikram Samvat      | 1248 – 1249             |
| - Shaka Samvat       | 1115 – 1116             |
| - Kali Yuga          | 4294 – 4295             |
| Iransk kalender      | 571 – 572               |
| Islamisk kalender    | 589 – 590               |

Konge i Danmark: Knud 6. 1182-1202
Se også 1193 (tal)

## Født
- Ago Wind

## Dødsfald
- 3. marts – Saladin, sultan.